# فرناندا گارای
فرناندا گارای رودریگز (به پرتغالی: Fernanda Garay Rodrigues) (زاده ۱۰ مه ۱۹۸۶ در پورتو الگره) بازیکن تیم ملی والیبال زنان برزیل و فنرباغچه است. او به همراه تیم ملی برزیل تنوانست مدال طلا المپیک ۲۰۱۲ لندن را به دست آورد. گارای یکی از ستاه‌های برزیل است.